# Merovo
Merovo (en macédonien Мерово ; en albanais Merova) est un village du nord-ouest de la Macédoine du Nord, situé dans la municipalité de Jelino. Le village comptait 901 habitants en 2002. Il est majoritairement albanais.

## Démographie
Lors du recensement de 2002, le village comptait :
- Albanais : 901
- Macédoniens : 0
- Autres : 0